# Liste de couteaux
Cet article recense des types et dénominations de couteaux.

## Couteaux professionnels

### Couteaux de table ou de cuisine
- Bec-d'oiseau
- Coquilleur à beurre
- Couteau à abattre (ou couteau abattre, ou abatte)
- Couteau à ananas
- Couteau à avocat
- Couteau à beurre (ou couteau à tartiner)
- Couteau à canneler
- Couteau à caviar
- Couteau à châtaigne
- Couteau à champignons (ou couteau à truffe).
- Couteau à choucroute
- Couteau à choux
- Couteau à découper
- Couteau à dénerver (ou couteau chevalin)
- Couteau à dépecer
- Couteau à désosser (ou désosseur)
- Couteau à dessert
- Couteau à écailler
- Couteau à émincer (ou couteau de chef, ou éminceur)
- Couteau à éplucher (ou couteau-économe ou économe, ou éplucheur ou épluche-légume[1])
- Couteau à évider
- Couteau à filet (ou couteau à sole, ou couteau à filet de sole, ou couteau à fileter)
- Couteau à foie gras
- Couteau à fromage
- Couteau à fruits
- Couteau à gâteau
- Couteau à génoise
- Couteau à hacher (ou hachoir, ou mezzaluna)
- Couteau à huitres (ou lancette)
- Couteau à jambon
- Couteau à julienne
- Couteau à larder (ou couteau à larder et à garnir)
- Couteau à oranges
- Couteau à pain
- Couteau à pamplemousse
- Couteau à parmesan
- Couteau à pizza
- Couteau à poisson
- Couteau à raclette
- Couteau à saigner
- Couteau à saucisson
- Couteau à saumon
- Couteau à steak
- Couteau à tomates
- Couteau à viande
- Couteau à zester (ou zesteur[2])
- Couteau d'office
- Couteau de chef
- Couteau de notation
- Couteau de table
- Feuille de boucher
- Magistrat
- Tranchelard

Couteaux de table ou de cuisine.
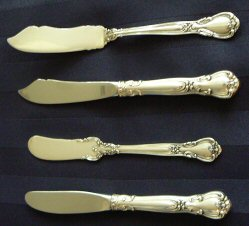
Couteaux à beurre.
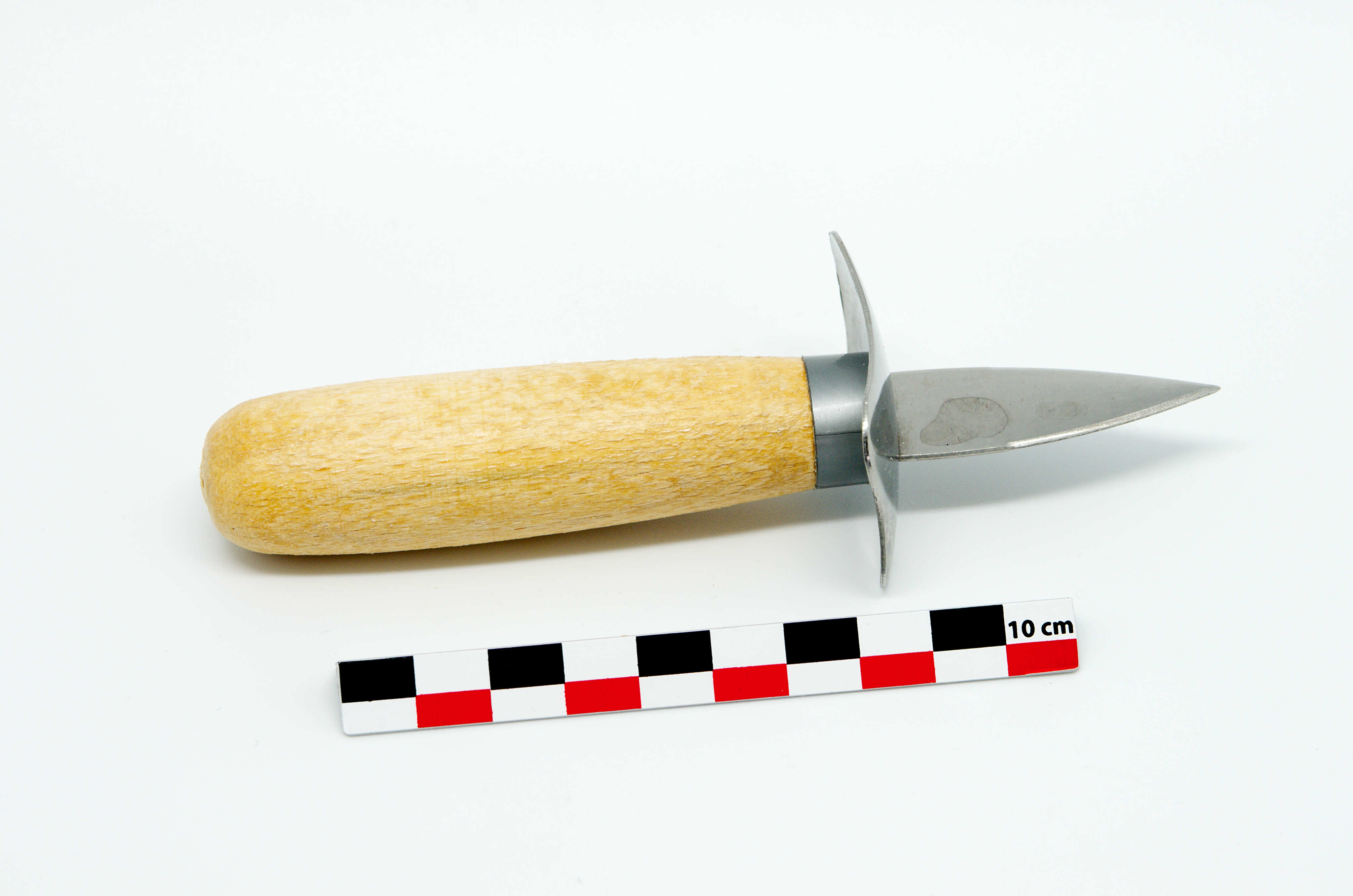
Couteau à huitres.
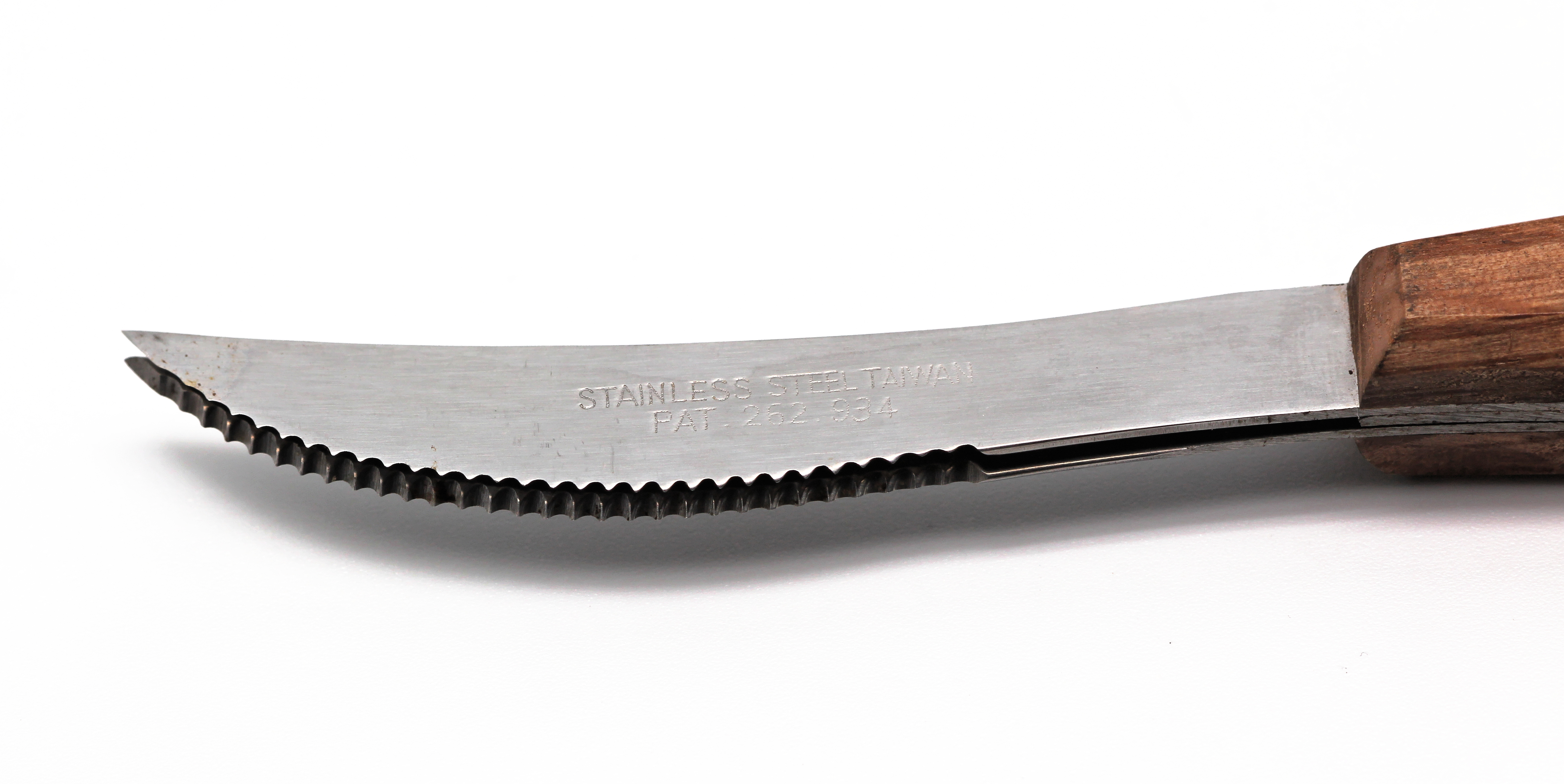
Couteau à pamplemousse.
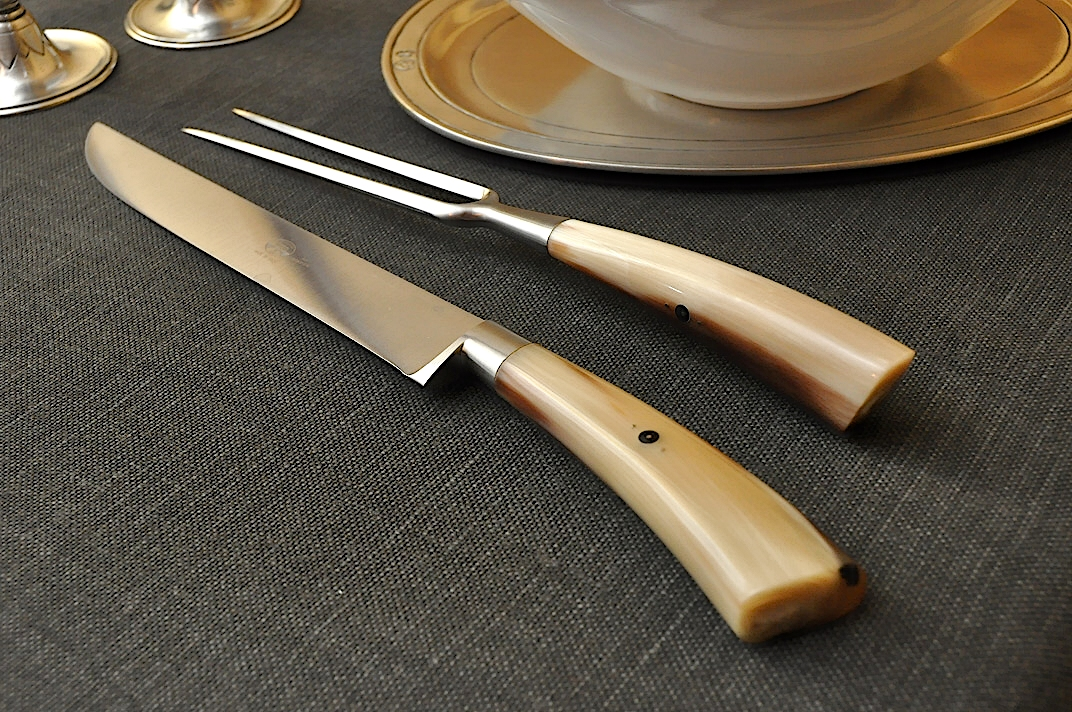
Fourchette et couteau à découper la viande.
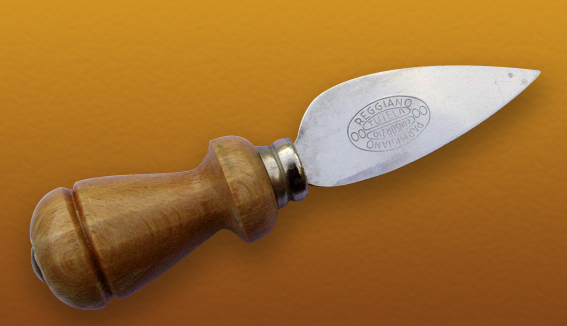
Couteau à parmesan.
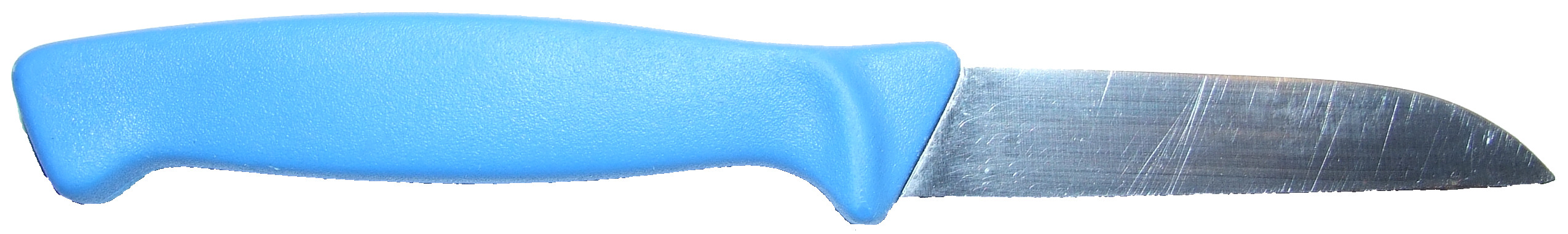
Modèle simple d'épluche-légume.
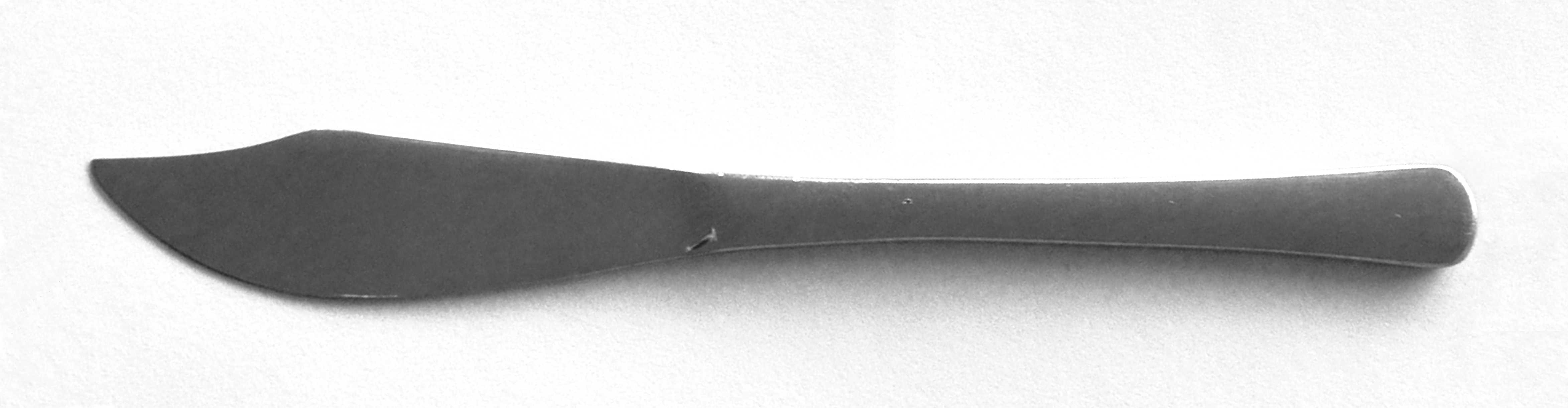
Couteau à poisson.
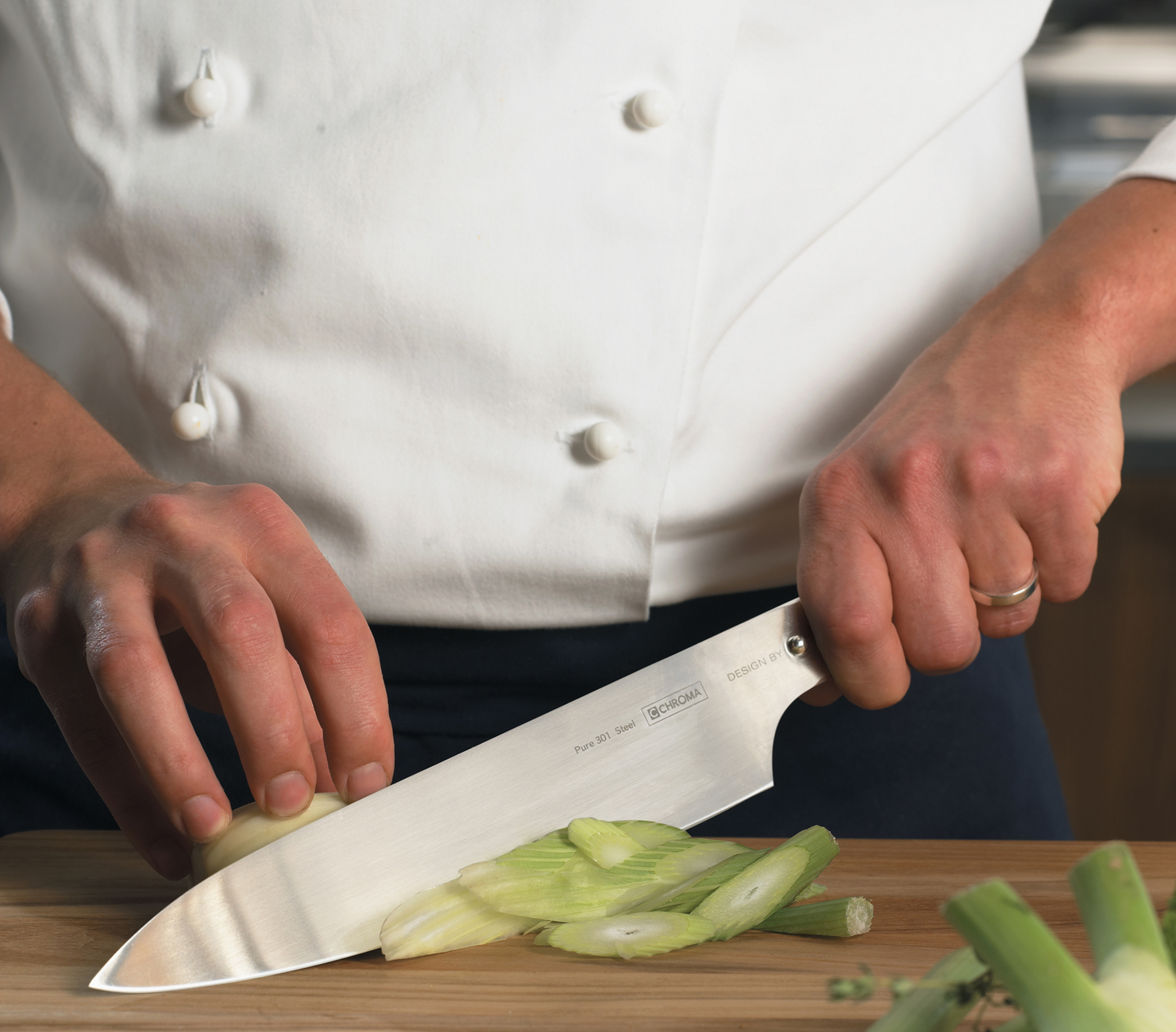
Couteau de chef.

### Couteaux de cuisine japonais
- Deba bōchō
- Gyuto hocho
- Maguro bōchō
- Nakiri bōchō
- Santoku
- Sashimi bōchō
- Udon kiri
- Unagisaki hocho
- Usuba
- Yanagi ba

Couteau de cuisine japonais.
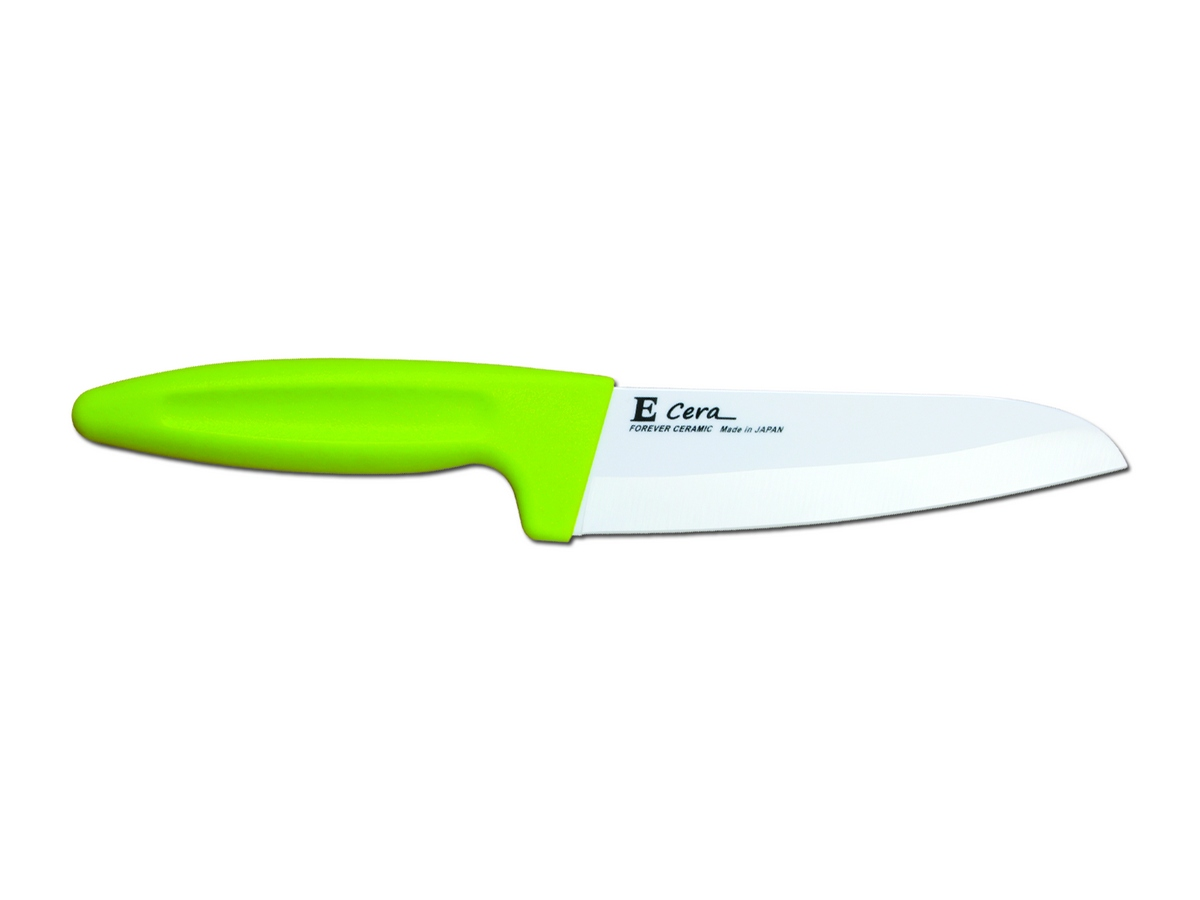
Santoku en céramique.
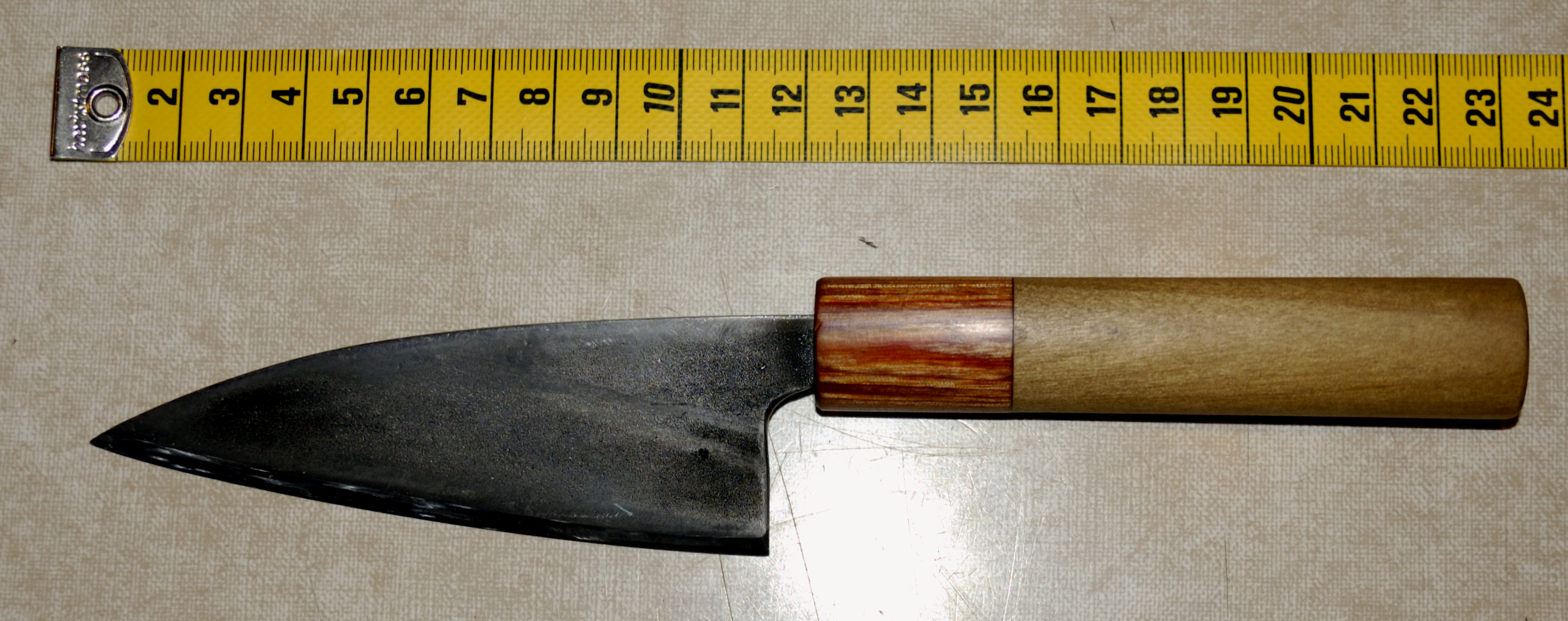
Ajikiri hocho.
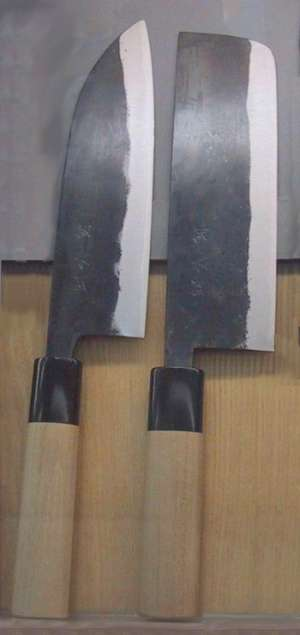
Deux nakiri bocho.

### Autres activités
- Couteau à démastiquer
- Couteau à désoperculer
- Couteau à dorer
- Couteau à enduire
- Couteau à épiler
- Couteau à graver
- Couteau à greffer (ou couteau à enter)
- Couteau à joints
- Couteau à laine de verre
- Couteau à lame rétractable (ou cutter ou Exacto)
- Couteau à lancer
- Couteau à lisser
- Couteau à maroufler
- Couteau à parer (ou pareur)
- Couteau à peindre
- Couteau à pied (ou couteau demi-lune)
- Couteau à reboucher (ou couteau feuille de laurier)
- Couteau à verre
- Couteau de chasse
- Couteau scie
- Couteau de scarifications[3]

Autres couteaux professionnels.
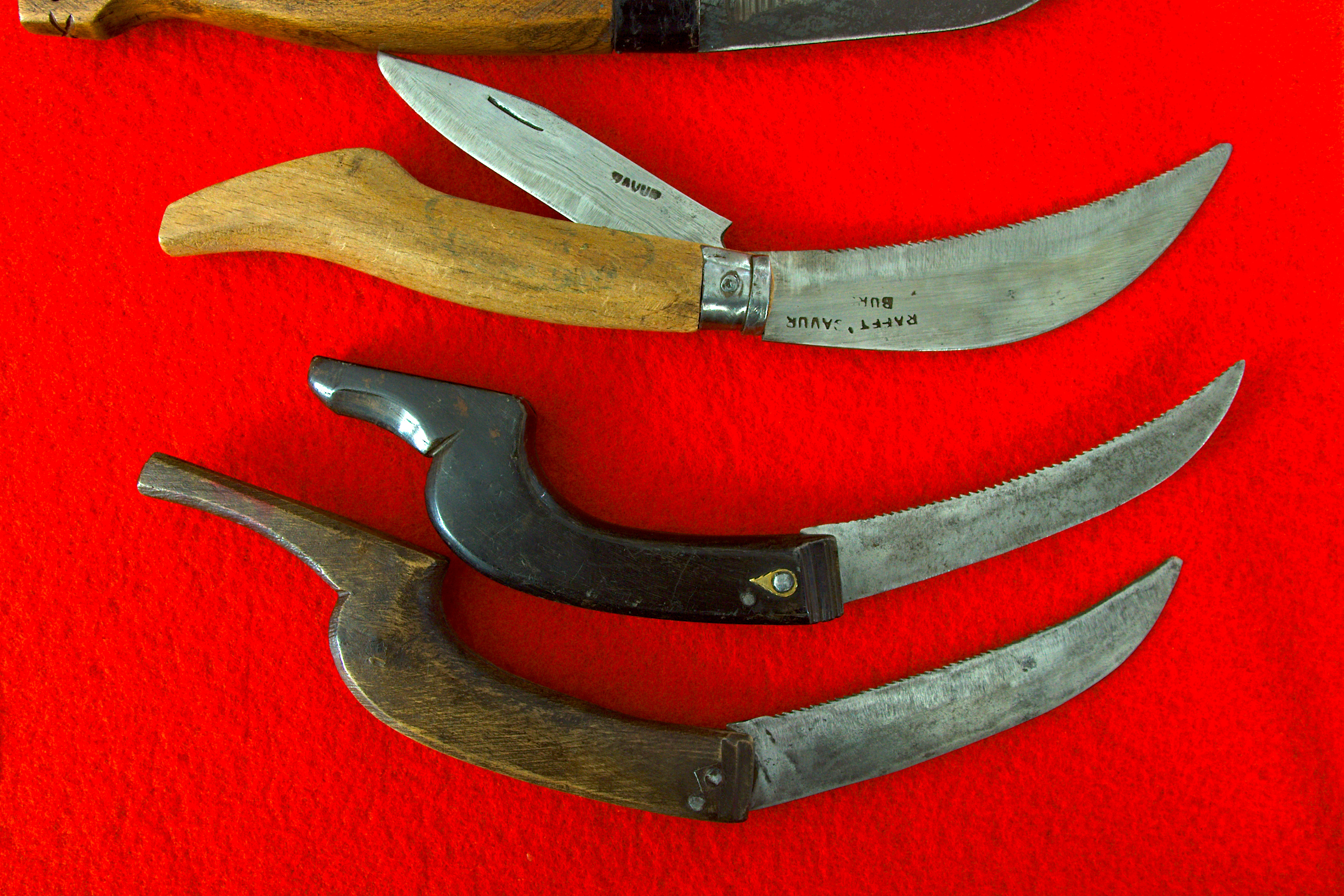
Couteaux vignerons.
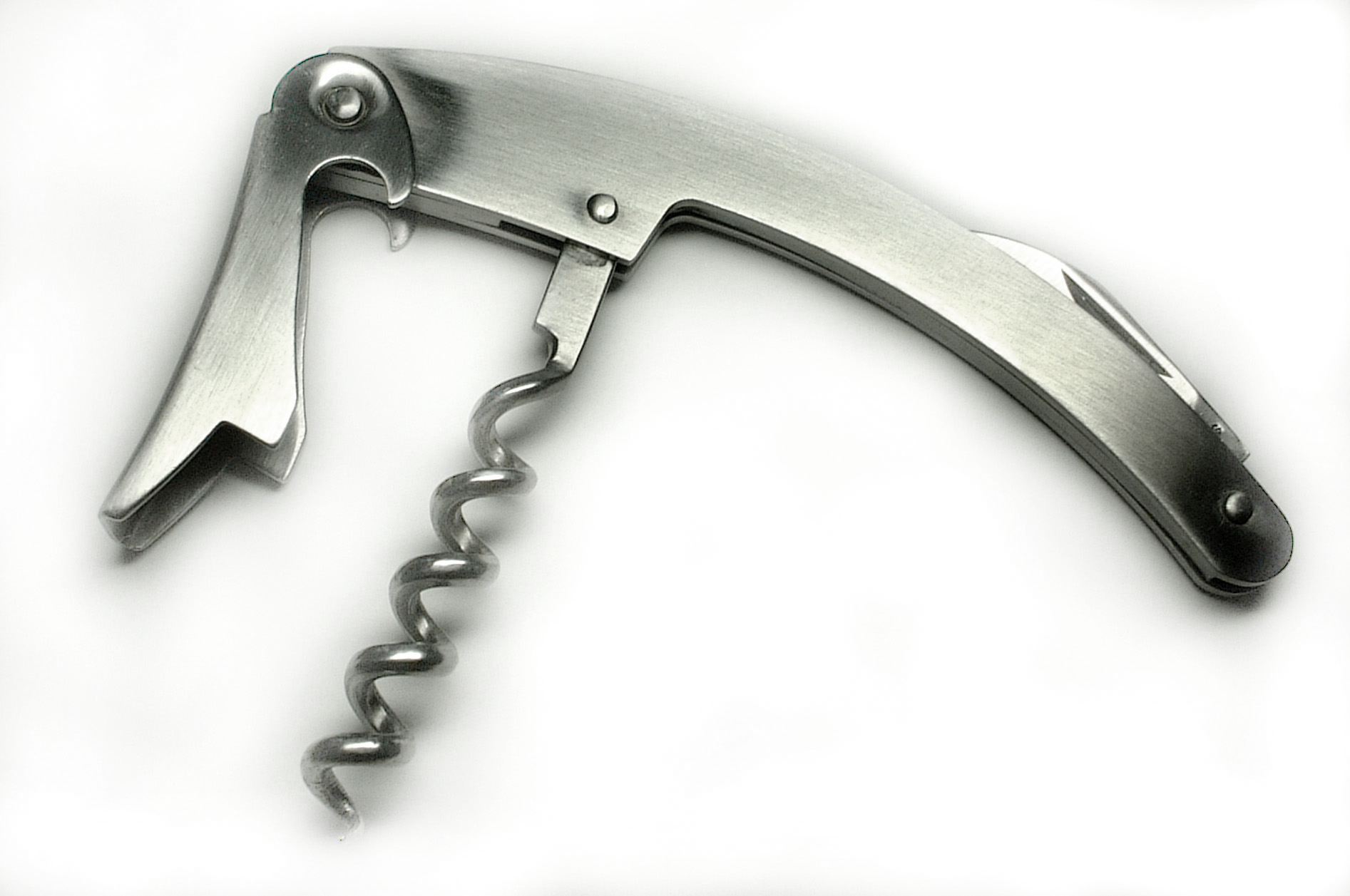
Couteau de sommelier avec décapsuleur et tire-bouchon.
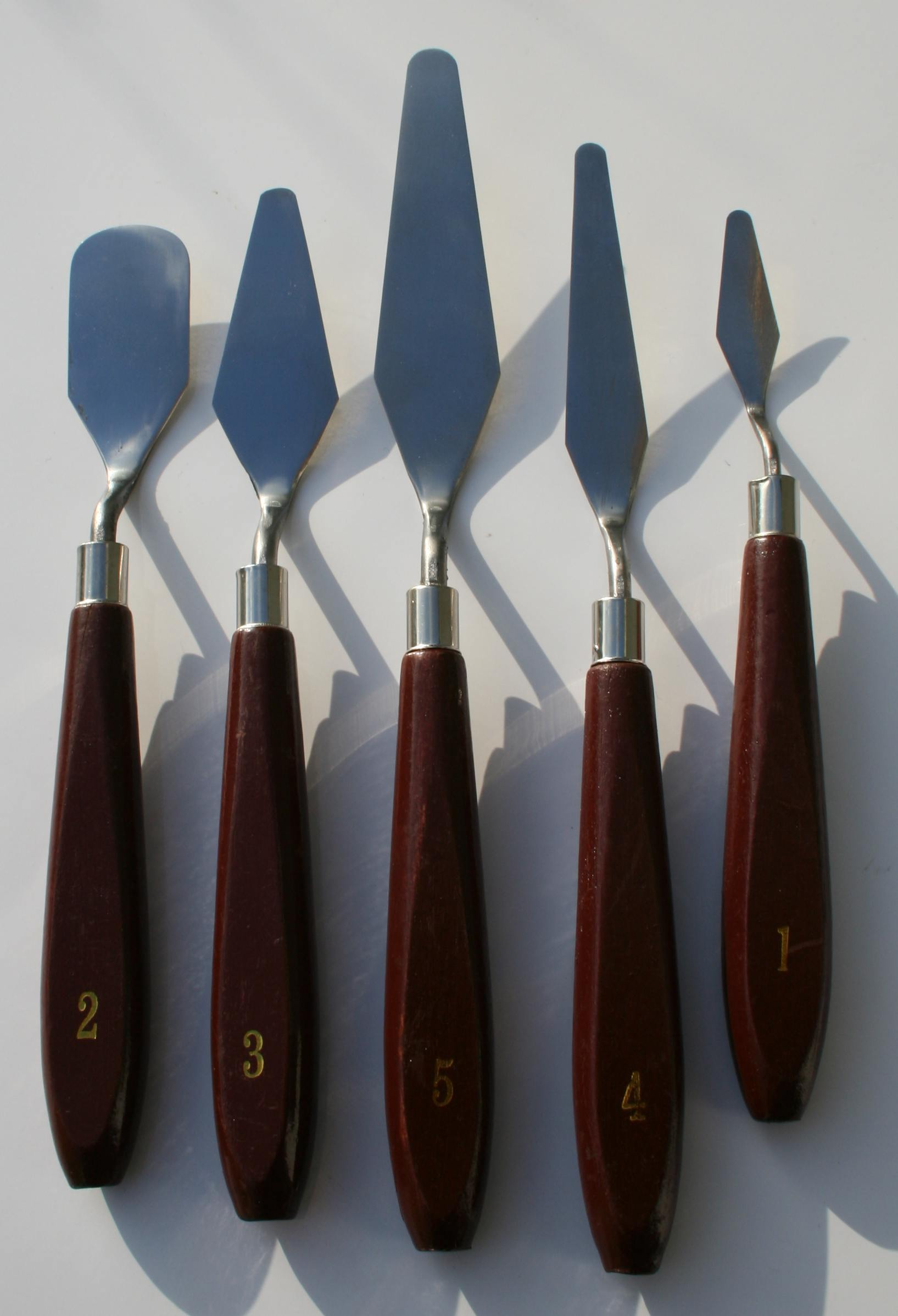
Couteau à peindre.
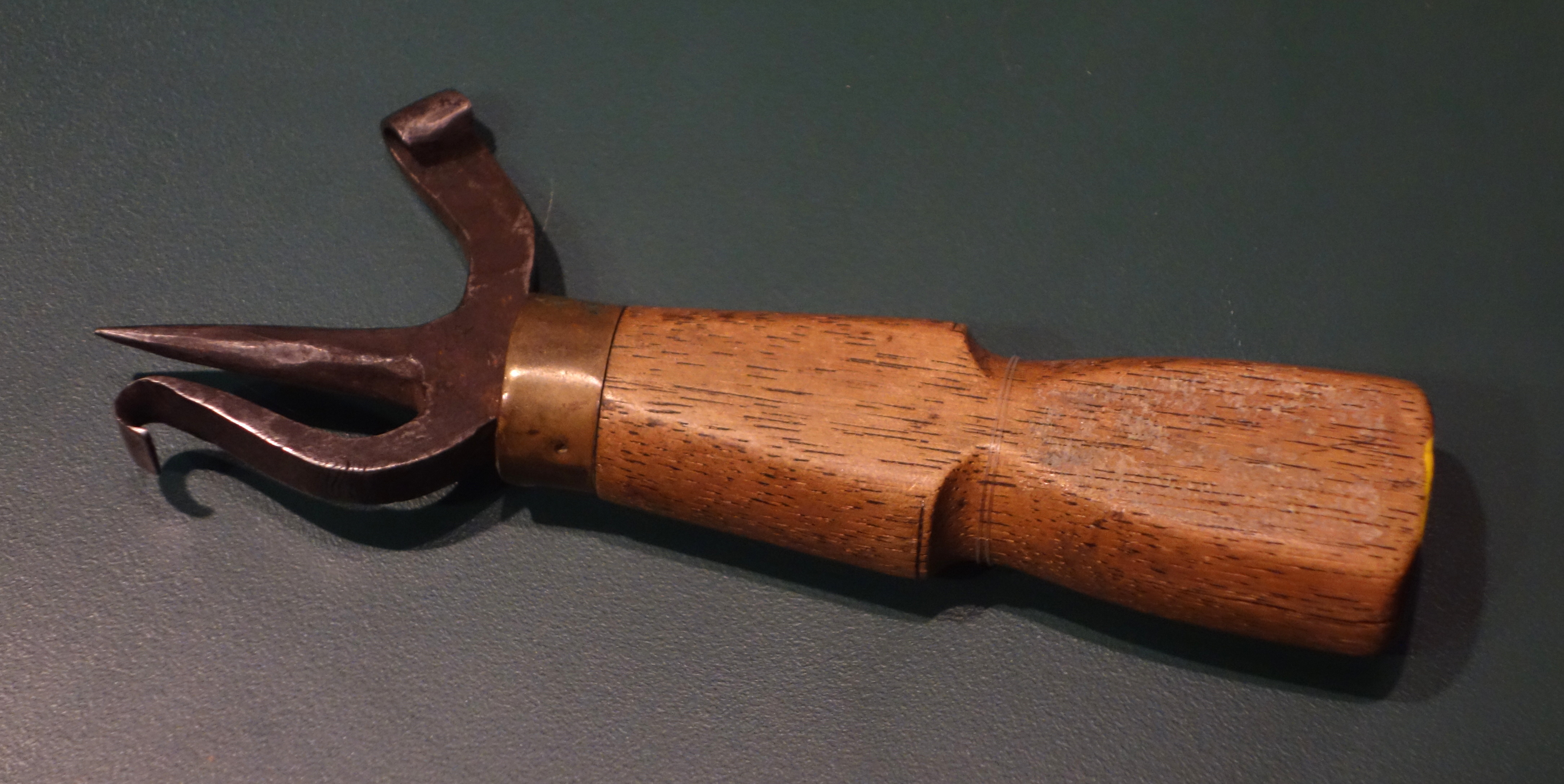
Couteau à graver (musée de Madison, Wisconsin).
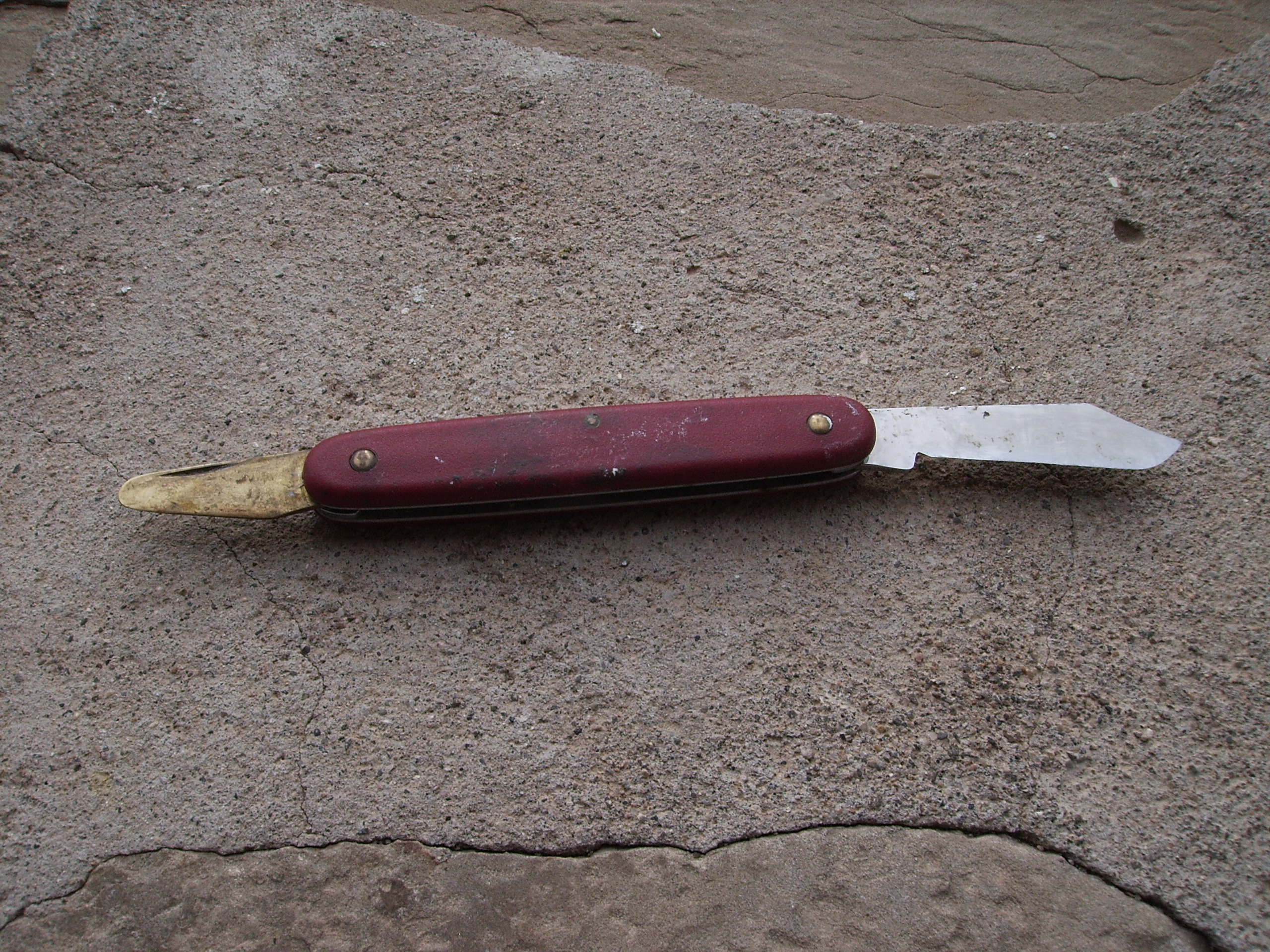
Couteau à greffer.
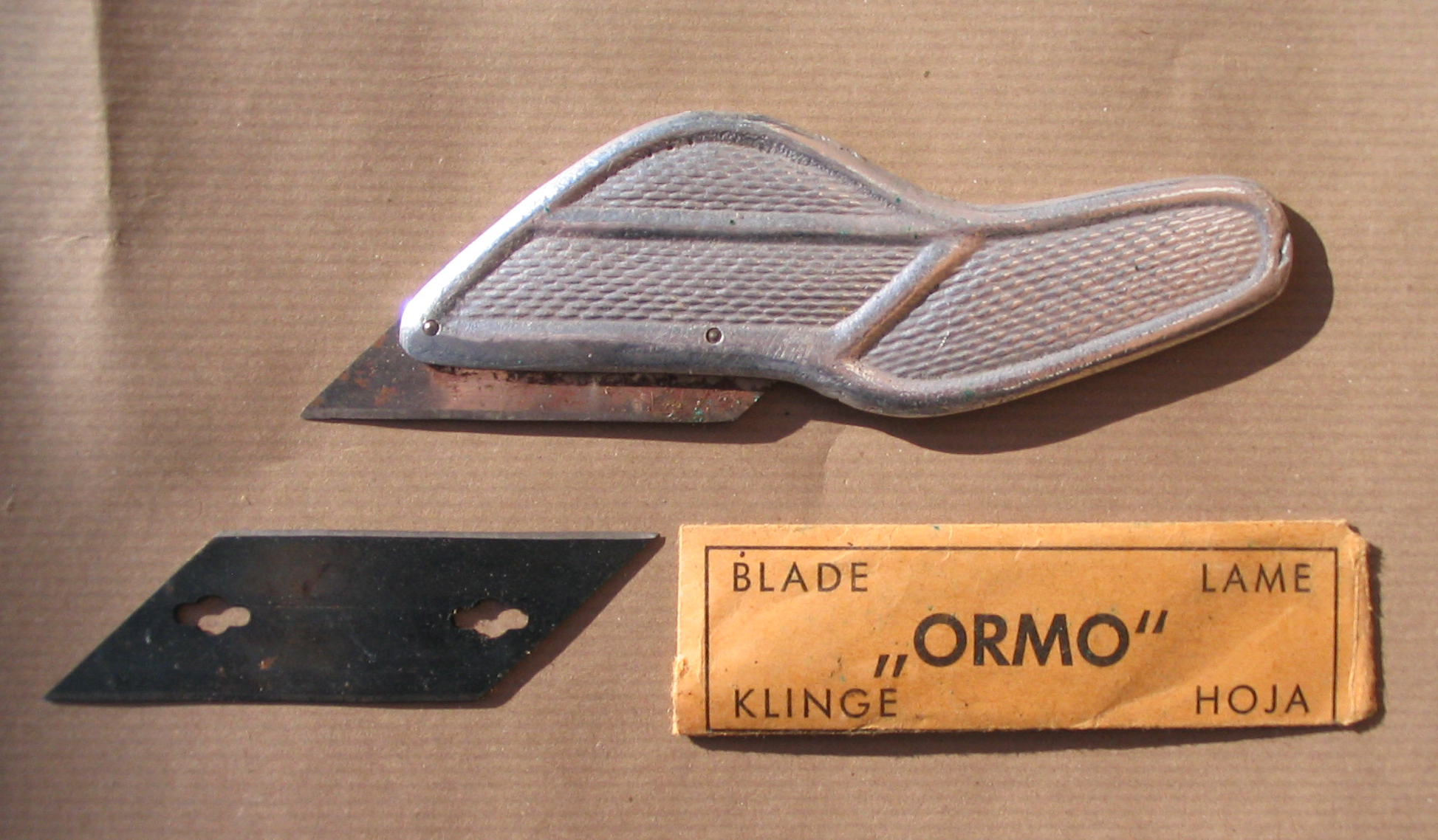
Couteau de pelletier à lame amovible (similaire à celle d'un rasoir).
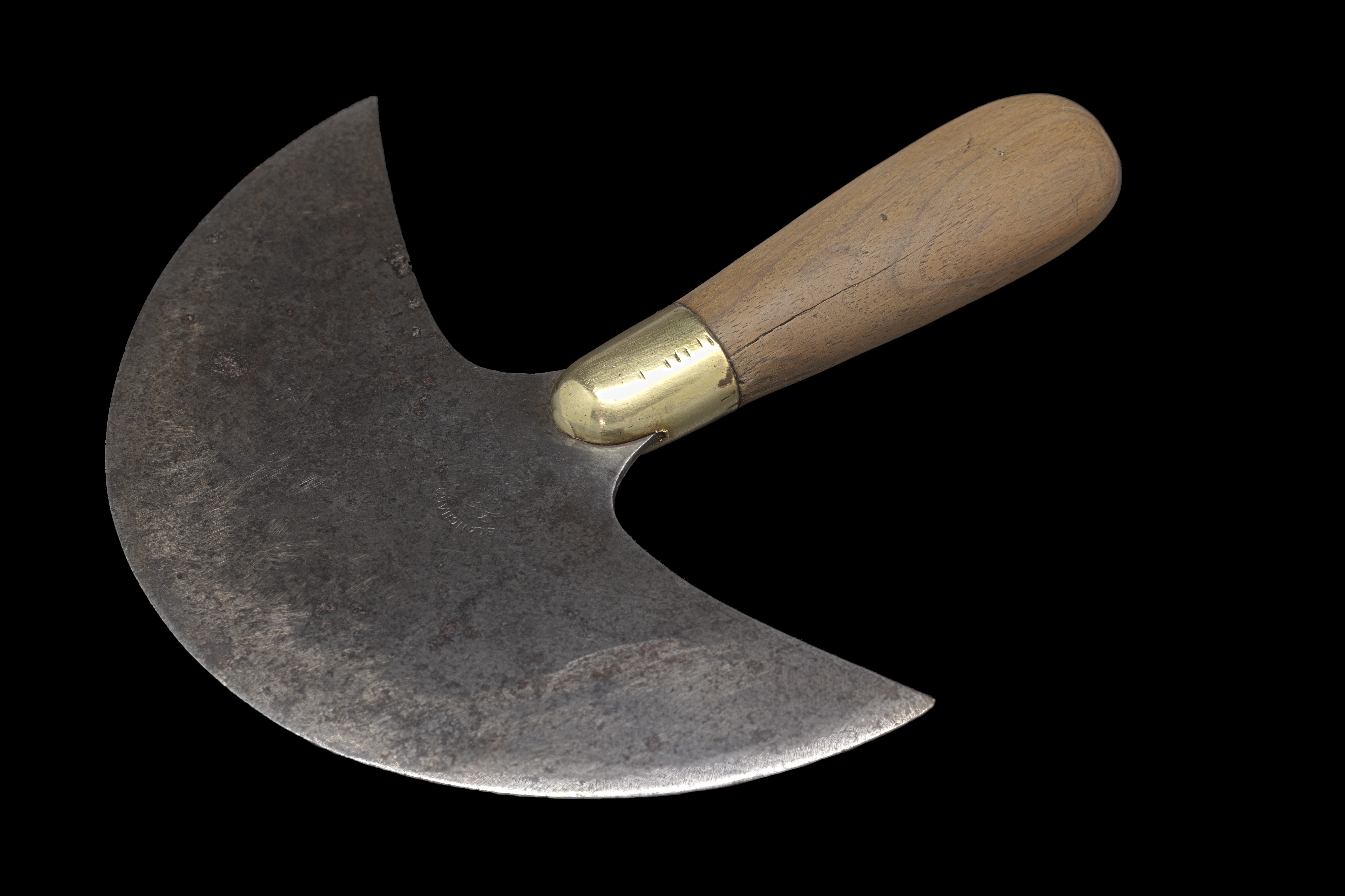
Couteau à pied.

## Couteaux de combat
- Balisong (surnommé « couteau papillon »)
- Couteau balistique (à lame éjectable)
- Couteau Bowie
- Couteau de combat[4]
- Couteau de combat Fairbairn-Sykes
- Couteau de survie[5]
- Couteau à lancer
- Couteau papillon (différent du balisong)
- KM2000 (Allemagne)
- Ka-Bar
- Karambit (Asie du Sud-Est)
- Khukuri (Népal)
- Kyoketsu shoge (Japon)
- Surin
- Couteau de lancer

Couteaux de combat.
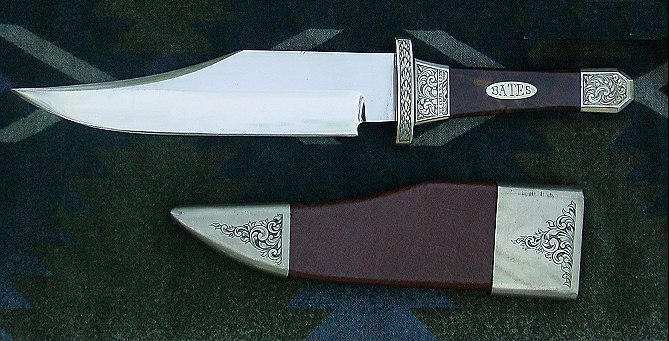
Couteau Bowie.
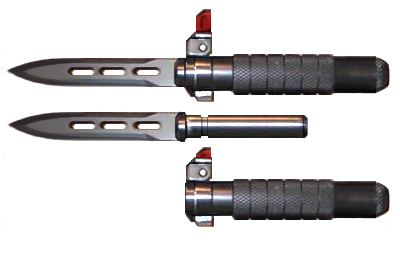
Couteau balistique, présenté entier (en haut) et séparé en 2 parties.
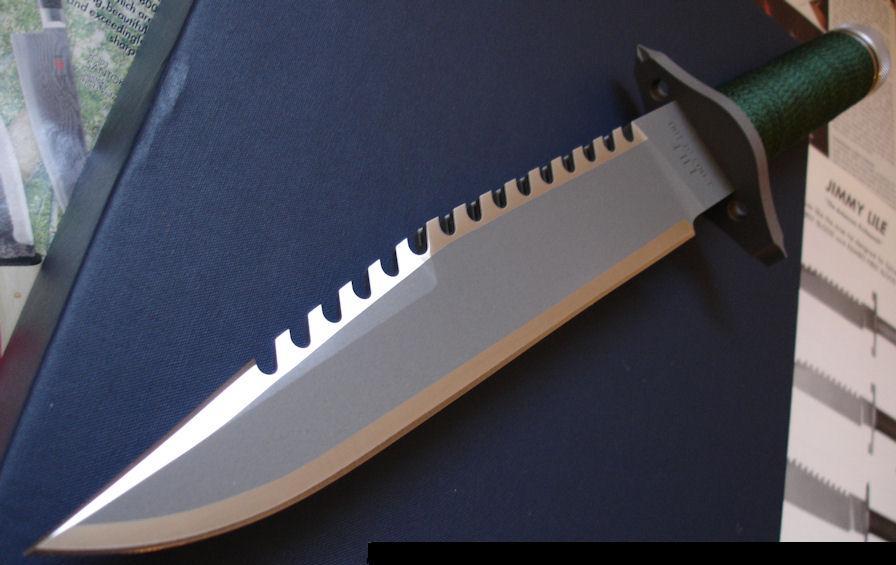
Couteau de survie.
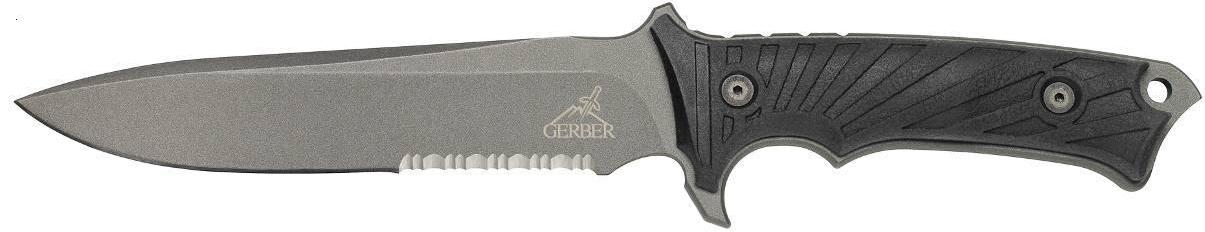
Couteau de combat (Gerber Legendary Blades).
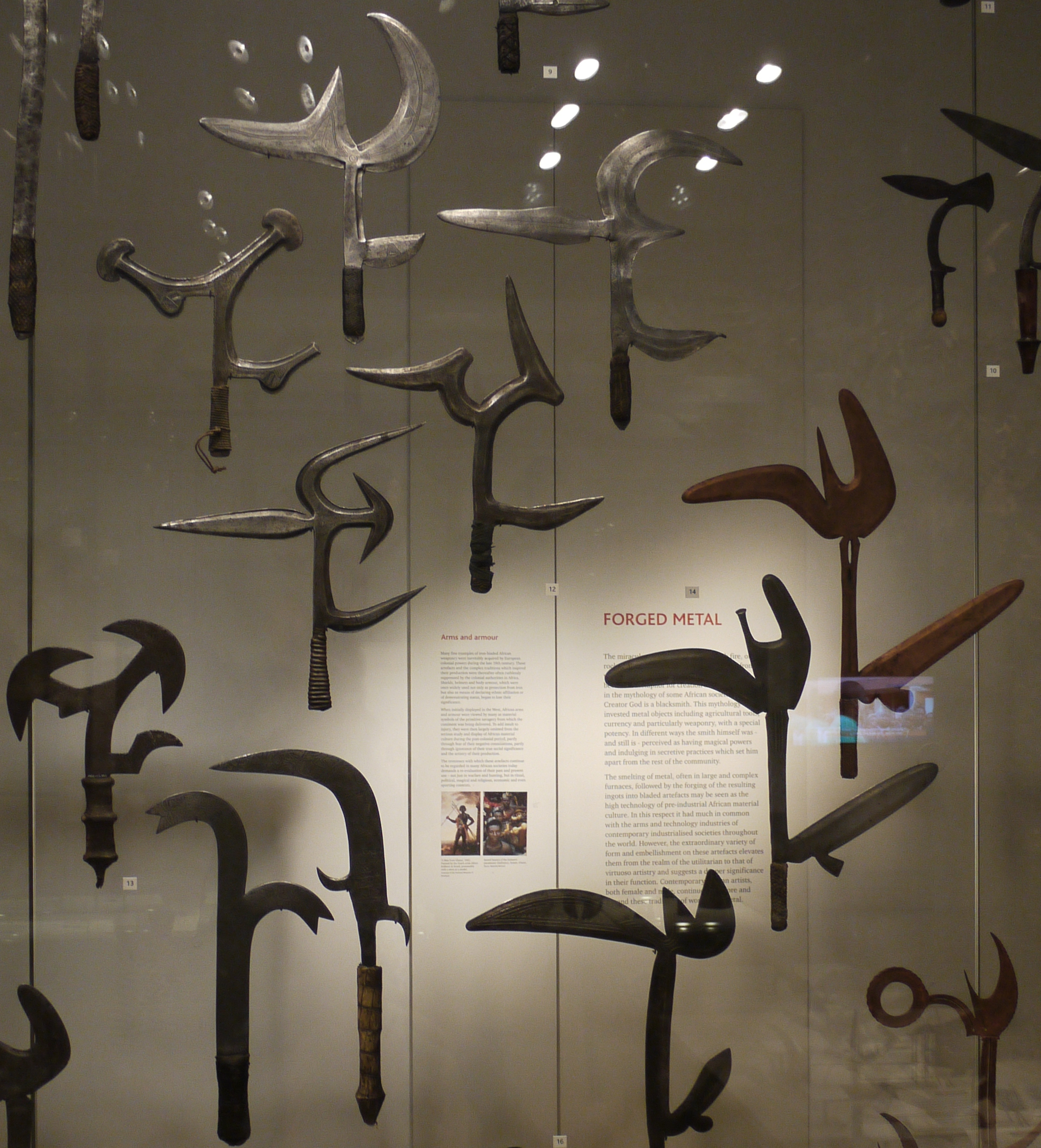
Couteaux de lancer africains (British Museum).
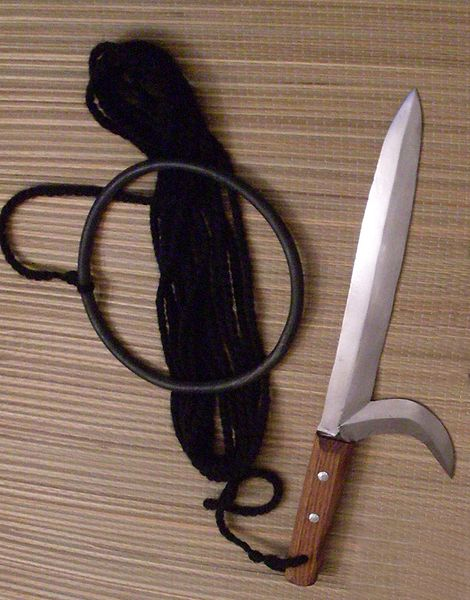
Kyoketsu shoge.

## Couteaux divers
- Athame
- Canif
- Couteau à cran d'arrêt
- Couteau catalan[6]
- Couteau de poche
- Couteau suisse
- Douk-douk (France)
- Ginsu (États-Unis)
- Higonokami (Japon)
- Laguiole (France)
- Opinel (France)
- Puukko (Finlande)
- Sebenza (États-Unis)
- Sgian Dubh (Écosse)
- Tatou (France)
- Ulu (Inuits d'Amérique du Nord)

Couteaux divers.
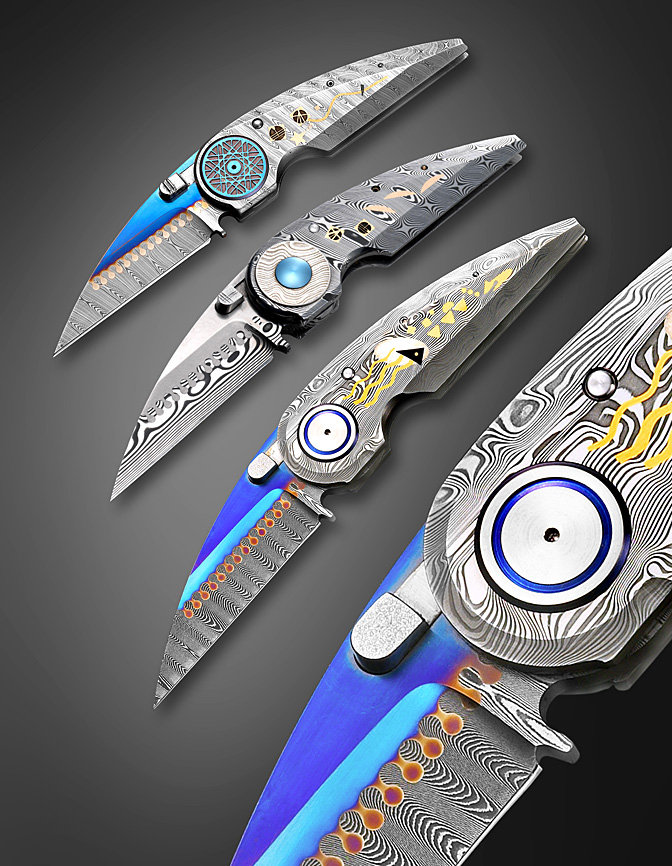
Couteaux décorés (Michael Walker).
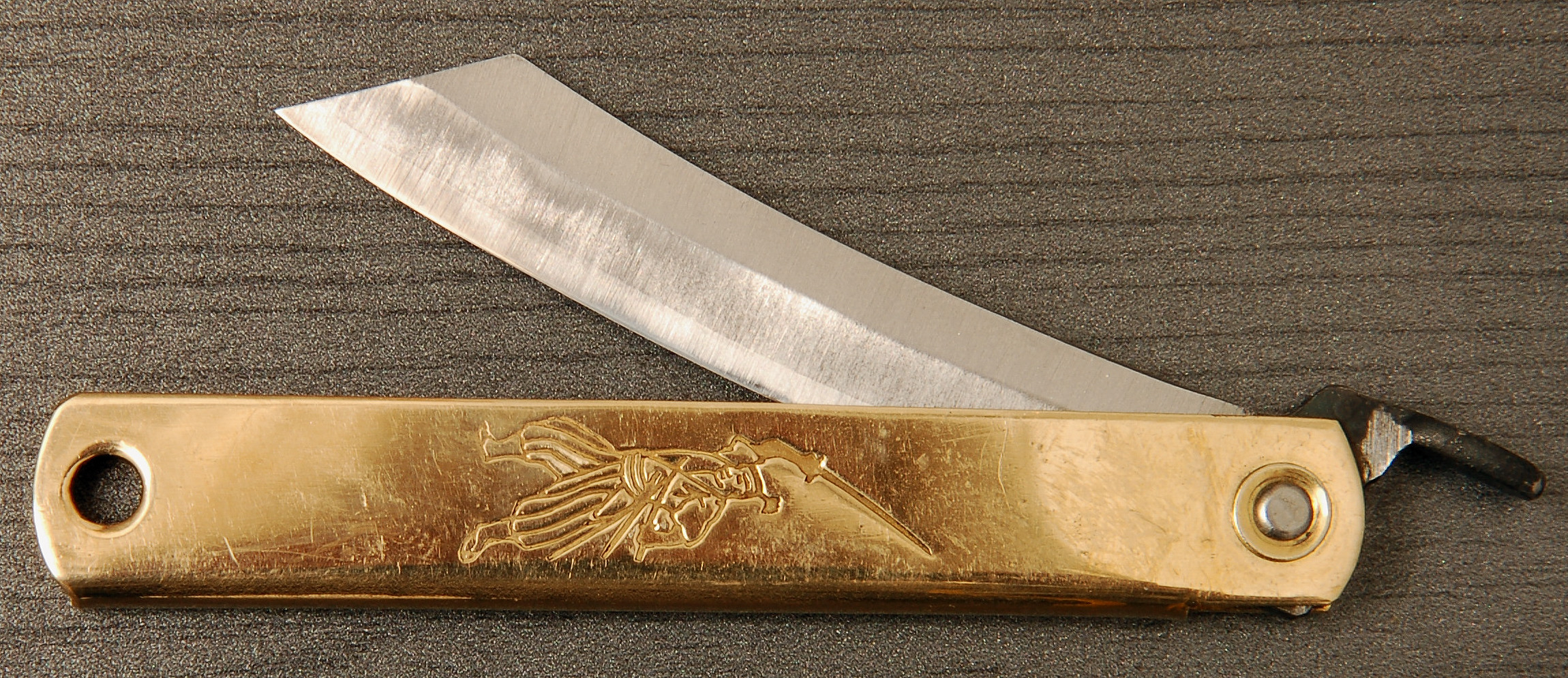
Higonokami (couteau de poche).
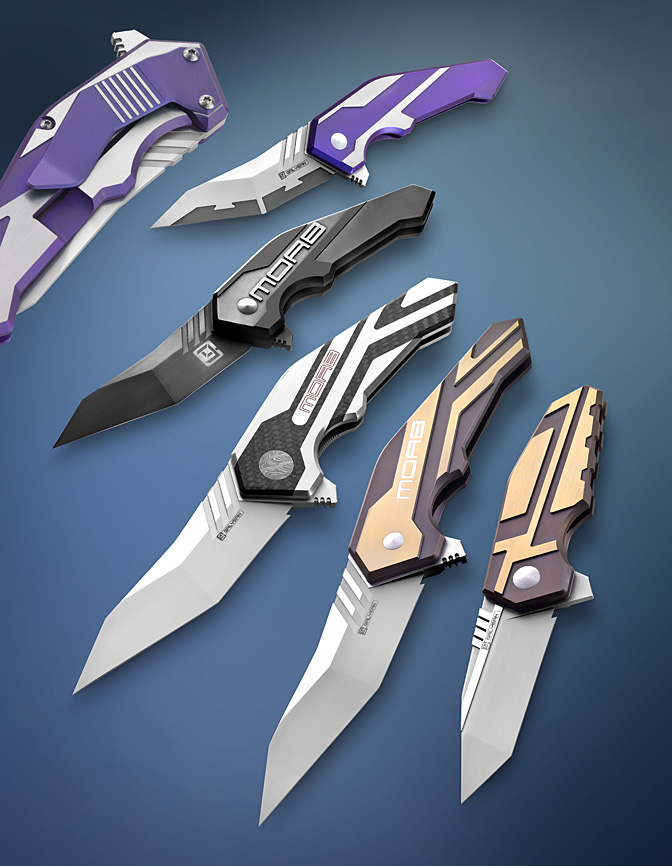
Couteaux décorés (Tim Galyean).
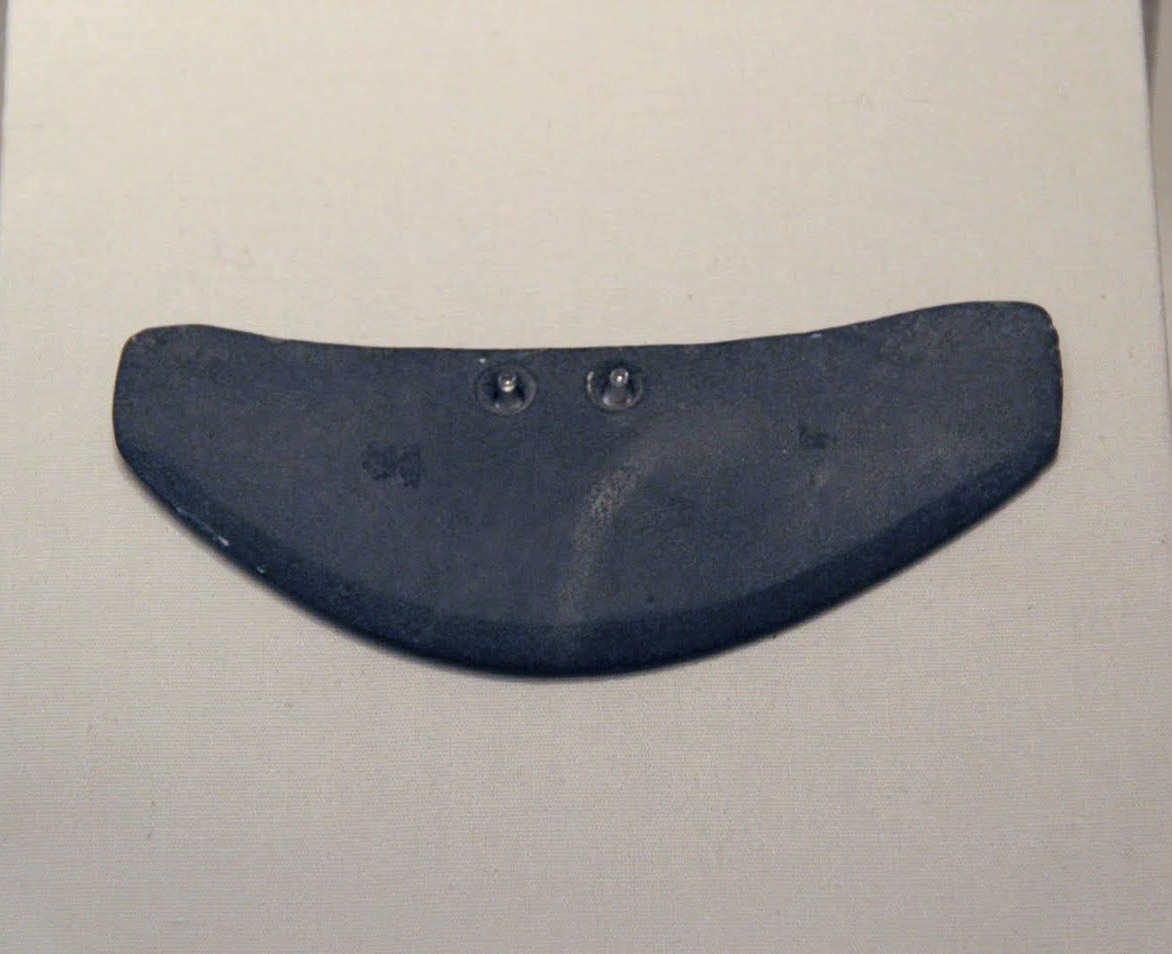
Couteau en pierre, culture de Liangzhu (Musée national de Chine).
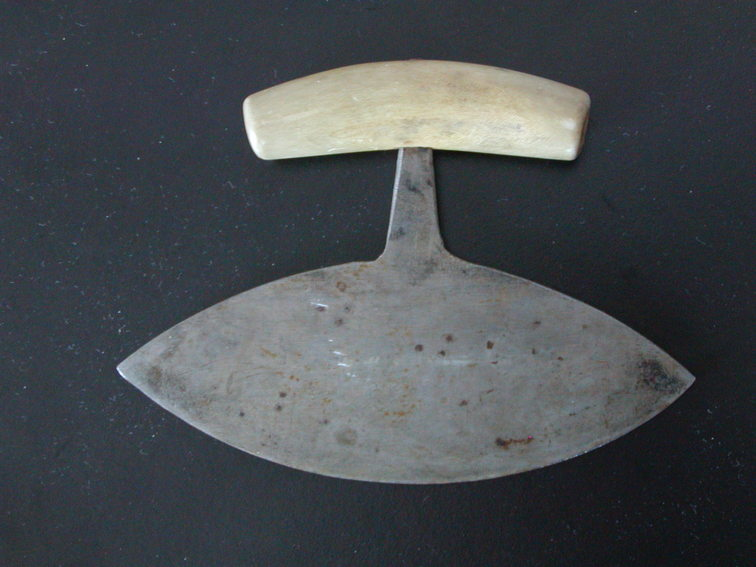
Ulu groenlandais.
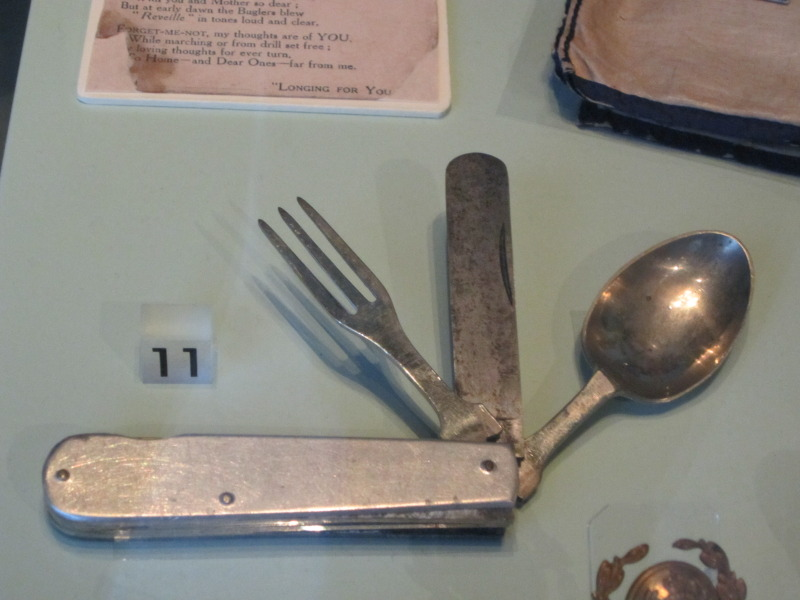
Cuillère-couteau-fourchette (musée de Liverpool).